# Форслинг, Густав
Густав Форслинг (швед. Gustav Forsling; род. 12 июня 1996, приход Кафедрального собора Линчёпинга, Эстергётланд) — шведский профессиональный хоккеист, защитник клубов национальной хоккейной лиги «Чикаго Блэкхокс» (2016—2019 гг.), «Флорида Пантерс» (с 2020 года). Двукратный Обладатель Кубка Стэнли 2024, 2025

## Клубная карьера
Форслинг является воспитанником хоккейного клуба «Линчёпинг». В сезоне 2014/15 годов дебютировал в высшей шведской хоккейной лиге в составе этого клуба. На драфте НХЛ в 2014 году Форслинг был выбран «Ванкувер Кэнакс», но уже 29 января 2015 года права на хоккеиста были проданы «Чикаго Блэкхокс» в обмен на Адама Кленденинга.
11 мая 2016 года швед подписал трехлетний контракт с «Чикаго Блэкхокс». 13 ноября 2016 года Форслинг забил свой первый гол в НХЛ в победном матче против «Монреаль Канадиенс» (3:2). Позже 6 января 2017 года он был переведён в клуб, аффилированный с АХЛ, «Рокфорд Айсхогс».
24 июня 2019 года Форслинг был обменян «Блэкхокс» вместе с Антоном Форсбергом в «Каролину Харрикейнз».
15 июля 2021 года «Флорида Пантерз» подписала трёхлетний контракт с Форслингом.
7 марта 2024 года «Пантерз» продлили контракт Форслинга на восемь лет на сумму 46 миллионов долларов.

## Карьера в сборной
Форслинг несколько раз вызывался в различные юношеские сборные Швеции. Выступая в качестве капитана сборной Швеции, он был включён в состав команды «Всех звёзд» на чемпионате мира среди молодёжи 2016 года, сборная Швеции заняла итоговое 4-е место. Свои первые матчи за мужскую сборную Швеции он провёл в Еврохоккейтуре 2015/16 годов.

## Достижения

### Командные
| Год  | Команда         | Достижение              | Достижение |
| ---- | --------------- | ----------------------- | ---------- |
| 2024 | Флорида Пантерз | Обладатель Кубка Стэнли |            |

## Семья
У Густава Форслинга есть старший брат Хампус и младший брат Ханнес.